# گیتا رامجی
گیتا رامجی (به انگلیسی: Gita Ramjee؛ زادهٔ ۸ آوریل ۱۹۵۶ - درگذشتهٔ ۳۱ مارس ۲۰۲۰) دانشمند و محقق اهل اوگاندا و آفریقای جنوبی در زمینه پیشگیری از ویروس HIV بود. او در سال ۲۰۱۸، برندهٔ جایزهٔ دانشمند برجستهٔ زن از (EDCTP) شد. EDCTP " همکاریهای مشترک کشورهای اروپایی و کشورهای در حال توسعه در زمنیهٔ کارآزمایی بالینی " او در اثر عوارض ناشی از ویروس COVID-19، در اوملانگا، دوربان، آفریقای جنوبی درگذشت.

## اوان زندگی و تحصیلات
گیتا پارخ در ۸ آوریل ۱۹۵۵ به دنیا آمد و در اوگاندا مستعمره تحت‌الحمایه بریتانیا (تا پیش از آن که عیدی امین خانواده‌اش را در دهه ۷۰ به تبعید براند) پرورش یافت. او قبل از ورود به دانشگاه ساندرلند در انگلستان، در دبیرستانی در هند تحصیل می‌کرد. وی در سال ۱۹۸۰ با مدرک کارشناسی شیمی و فیزیولوژی فارغ‌التحصیل شد. او با یکی از هم‌کلاسی‌های آفریقایی-هندی‌تبار خود به نام پرواین رامجی ازدواج و به دوربان نقل مکان کرد و در آنجا کار خود را در بخش کودکان دانشکده پزشکی دانشگاه کوازولو -ناتال آغاز نمود. پس از به دنیا آمدن دو پسرش، تحصیلات کارشناسی ارشد خود را به اتمام رساند، و سپس مدرک دکتری خود را در سال ۱۹۹۴ دریافت کرد. دوران تحصیلات او همزمان با اوج انکار بیماری ایدز توسط دولت وقت آفریقای جنوبی و سیاست‌های نادرست آنها در این زمینه بود. بخشی از بودجه تحقیقاتی وی از کمکهای مالی مؤسسه ملی سلامت (NIH) تأمین می‌شد. این مؤسسه همچنین واکسنهایی را برای آفریقای جنوبی فراهم می‌کرد.

## زندگی شغلی
رامجی پس از اتمام دوره دکتری خود در زمینه بیماریهای کلیوی کودکان، در مقام یک دانشمند به شورای تحقیقات پزشکی آفریقای جنوبی پیوست. او به سرعت مدارج ترقی را سپری نمود و به ریاست بزرگترین واحد شورا؛ واحد تحقیقات پیشگیری از اچ‌آی‌وی رسید. وی به گسترش این واحد تحقیقاتی کمک شایانی نمود، به طوری که تعداد کارمندان علمی این واحد را از ۲۲ نفر به ۳۵۰ نفر رساند. او همچنین در بالا بردن اعتبار بین‌المللی این واحد علمی تأثیر بسزایی داشته‌است.

## پژوهش
تخصص او در تحقیقات مربوط به پیشگیری و درمان HIV، این تحقیق را از فاز یک به فاز سه پیشرفت داد و به مرحلهٔ کارآزمایی بالینی در منطقه دوربان رساند. او خود مسئولیت ارشد واحد کارآزمایی بالینی را به عهده داشت. رامجی معتقد بود این پژوهش نباید صرفاً بر کارآزمایی بالینی متمرکز باشد بلکه لازم است به درمان و پیشگیری از HIV نیز توجه داشت. وی در مصاحبه‌ای اظهار داشت: "زنان در این منطقه بیشتر از مردان به ویروس اچ آی وی مبتلا شده‌اند و هنوز برای حل مشکلات بهداشتی در کشورهای در حال توسعه اقدامات بسیاری لازم است. برای پیشگیری از بیماری ایدز نیازمند اقدام جامع‌تری هستیم که بهداشت تناسلی زنان را هم شامل شود. رامجی یکی از اولین دانشمندان آفریقایی بود که در زمینهٔ مواد میکروب‌کش که در مقعد یا مهبل کارگذاری می‌شوند پژوهش نمود.
او بیش از ۱۷۰ مقاله علمی منتشر کرد و داوری و سردبیری چندین مجله علمی را نیز بر عهده داشت.

## مرگ
رامجی در ۱۷ مارس ۲۰۲۰ برای سخنرانی در دانشگاه بهداشت و پزشکی گرمسیری لندن به لندن سفر کرد. هنگام بازگشت به آفریقای جنوبی، احساس بیماری نمود و در بیمارستان بستری شد. او در اثر عوارض ناشی از بیماری COVID-19 درگذشت.